# Bandiera del Meclemburgo-Pomerania Anteriore
La bandiera civile, simbolo dello stato tedesco del Meclemburgo-Pomerania Anteriore, è composta da cinque strisce orizzontali, dall'alto verso il basso: blu (oltremare), bianco, giallo, bianco e rosso (vermiglio). È stata disegnata da Norbert Buske e adottata il 29 gennaio 1991. È una combinazione delle bandiere storiche del Meclemburgo e della Pomerania Anteriore.

## Storia

### Meclemburgo

La bandiera del Meclemburgo, utilizzata tra il 1813 e il 1952.

Il 26 marzo 1813, per ordine del Granduca Federico Francesco I di Meclemburgo-Schwerin, il Granducato di Meclemburgo-Schwerin adottò la bandiera nazionale, composta da tre strisce orizzontali di uguale larghezza: blu, giallo e rosso. Il colore blu rappresentava la storica Signoria di Rostock, il colore giallo il Meclemburgo e il colore rosso la storica Contea di Schwerin.

L'insegna civile del Granducato di Meclemburgo-Schwerin.

Il 24 marzo 1855, il Granducato di Meclemburgo-Schwerin istituì la sua insegna civile, che consisteva in tre strisce orizzontali di uguale larghezza: blu, bianco e rosso. Tale disegno era stato utilizzato come bandiera della città di Rostock nel Meclemburgo, dal XIV secolo.
Il 23 dicembre 1863, il Granducato di Meclemburgo-Schwerin adottò il protocollo sulla bandiera, confermando la bandiera blu-giallo-rossa, e il 4 gennaio 1864 il Granducato di Meclemburgo-Strelitz fece lo stesso, adottando una bandiera identica. Entrambi gli stati esistettero fino al 1918, quando furono sostituiti dallo Stato libero di Meclemburgo-Schwerin e dallo Stato libero di Meclemburgo-Strelitz. Nel 1934, furono fusi nel Gau Mecklenburg. La bandiera blu-giallo-blu rimase in uso fino al 1935, quando la Germania nazista proibì alle sue province di utilizzare le proprie bandiere, ordinando loro di sostituirle con la bandiera nazionale.
La bandiera fu ripristinata nel 1947, come simbolo dello Stato del Meclemburgo, che esistette fino al 1952.

### Pomerania Anteriore

Bandiera della provincia della Pomerania, Prussia, utilizzata dal 1882 al 1935.

Nel 1802, ai rappresentanti provvisori dell'Ordine in Consiglio del Regno di Prussia, sotto il regno di re Federico Guglielmo III di Prussia, fu ordinato di indossare cappotti blu, oltre alle loro uniformi da cerimonia. Per distinguere i rappresentanti delle diverse province, ai colletti dei cappotti furono assegnati colori diversi. Originariamente, i rappresentanti della Provincia della Pomerania avevano colletti bianchi e dorati (gialli). Nel 1813, ai rappresentanti della Pomerania furono assegnati colletti interamente bianchi. Inoltre, i soldati delle formazioni della Landwehr della Pomerania ricevettero uniformi blu con colletti bianchi. Colori di questo tipo divennero associati ai colori della provincia. Il 22 ottobre 1882, il blu e il bianco furono legalmente definiti come colori della provincia, con l'istituzione della bandiera. Essa era divisa orizzontalmente in due strisce uguali: azzurra in alto e bianca in basso. Il suo rapporto altezza/larghezza era pari a 2:3. Il blu era ufficialmente definito blu di Prussia (blu scuro), tuttavia non fu popolare, preferendo l'uso dell'azzurro. La bandiera fu utilizzata fino al 1935, quando la Germania nazista proibì alle sue province di esporre le proprie bandiere, ordinando loro di sostituirle con la bandiera nazionale.

### Bandiera provvisoria

La bandiera non ufficiale del Meclemburgo-Pomerania Anteriore utilizzata nel 1990.

Nel 1990, prima dell'istituzione della bandiera ufficiale, il Meclemburgo-Pomerania Anteriore utilizzava ufficiosamente una bandiera storica del Meclemburgo modificata. Si trattava di un rettangolo diviso orizzontalmente in tre strisce uguali, che dall'alto in basso erano blu scuro, giallo e rosso. Al centro era posto lo stemma storico del Meclemburgo, raffigurante una testa di toro nera con corna bianche e una corona gialla, incastonata nello scudo giallo. Tale bandiera fu issata davanti al Reichstag di Berlino durante le celebrazioni del Giorno dell'unità tedesca, il 3 ottobre 1990.

### Bandiera ufficiale
L'attuale bandiera ufficiale dello Stato è stata adottata il 29 gennaio 1991. È stata disegnata da Norbert Buske. I colori della bandiera sono una combinazione delle bandiere di due regioni storiche del Paese: la bandiera blu-bianca della Pomerania Occidentale e la bandiera blu-giallo-rossa del Meclemburgo.

## Bandiere delle regioni storiche
Nel 1996, le regioni storiche del Meclemburgo e della Pomerania Anteriore hanno ottenuto lo status ufficiale all'interno dello stato tedesco del Meclemburgo-Pomerania Anteriore. La bandiera della Pomerania Anteriore è composta da due strisce orizzontali di uguale larghezza: blu e bianca. La bandiera del Meclemburgo è composta da tre strisce orizzontali di uguale larghezza: blu, gialla e rossa. Entrambe le bandiere hanno un rapporto altezza/larghezza di 3:5.